# پینگ پنگ (مانگا)
پینگ پونگ (ژاپنی: ピンポン هپبورن: Pin Pon) یک سری مانگا ژاپنی نوشته و تصویرگری شده توسط تایو ماتسوموتو دربارهٔ ورزش تنیس روی میز است. این مانگا در مجله شوگاکوکان به نام سینن مانگا بیگ کامیک اسپیریت از سال ۱۹۹۶ تا ۱۹۹۷ منتشر شد و در پنج جلد تانکوبون جمع‌آوری گردید. داستان دربارهٔ دانش‌آموزان دبیرستانی و دوستان دوران کودکی، پکو و اسمایل است که در مسابقات ملی تنیس روی میز با بازیکنان با استعداد از سراسر کشور روبرو می‌شوند.
این مانگا تبدیل به یک فیلم لایو-اکشن در سال ۲۰۰۲ شد. همچنین، یک انیمه تلویزیونی به کارگردانی ماساکی یواسا و تولید تاتسونکو پروداکشن از آوریل تا ژوئن ۲۰۱۴ از شبکه فوجی تلویژن پخش شد. در آمریکای شمالی، سریال توسط فانیمیشن (بعداً کرانچی‌رول ال‌ال‌سی) در سال ۲۰۱۴ مجوز گرفت. شرکت ویز مدیا این مانگا را در سال ۲۰۲۰ منتشر کرد.

## خلاصه
علیرغم داشتن شخصیت‌های به شدت متفاوت، پسران دبیرستانی پکو و اسمایل از دوران کودکی با یکدیگر دوست هستند. اکنون آنها هر دو عضو با استعداد باشگاه تنیس روی میز دبیرستان کاتسه هستند. پکو به سختی توسط یک دانشجوی چینی شکست می‌خورد و به قدری سرخورده می‌شود که تمرین را ترک می‌کند. در همین حال، شخصیت اسمایل همیشه مانع از پیروزی او بر پکو می‌شود. مربی جو، اما پتانسیل اسمایل را کشف می‌کند و سعی می‌کند به او برای غلبه بر مانع روانی‌اش انگیزه دهد.

## شخصیت‌ها
اسمایل (ماه‌مرد تسوکیموتو/خنده Tsukimoto Makoto/Sumairu)
صداگذاری شده توسط: کوکی اوچیاما، هیروشی ساتومورا (کودک) (ژاپنی); میکا سولسوند (انگلیسی)
بازیگر: آراتا ایورا
یک نوجوان آرام و ساکت. او به‌طور طعنه‌آمیزی به خاطر طبیعت بی‌حالتش به خنده معروف است. اسمایل بازیکنی فوق‌العاده ماهر است، اما اغلب انگیزه و بی‌رحمی لازم برای برنده شدن را ندارد. با این حال، استعداد او توسط بسیاری از جمله کویزومی، کونگ و کازاما شناخته شده است.
پکو (ستاره یوتاکا/پکو Hoshino Yutaka/Peko)
صداگذاری شده توسط: فوکوجورو کاتایاما، میتسوکا نیشیدا (کودک)  (ژاپنی); آرون دیسموک (انگلیسی)
بازیگر: یوسکه کوبوژوکا
دوست دوران کودکی اسمایل. پکو پر سر و صدا، مغرور و بی‌پروا است. او در ابتدا یکی از بهترین بازیکنان تیم کاتسه بود، اما پس از چند شکست غیرمنتظره شروع به زیرسوال بردن خودش می‌کند. پکو به‌طور مکرر انواع تنقلات را مصرف می‌کند.
دراگون (اژدها Kazama Ryūichi/Doragon)
صداگذاری شده توسط: شونسوکه ساکویا، واکو ساکاگوچی (کودک) (ژاپنی); Marcus D. Stimac (انگلیسی)
بازیگر: ناکامورا شیدو
کاپیتان تیم و ستاره کایو. کازاما ورزشکاری متعهد و ترسناک است که پیروزی را از هرچیزی باارزش تر می‌داند. مهارت و قدرت او حتی حریفان سطح بالا را نیز می‌ترساند. کازاما پس از مشاهده پتانسیل اسمایل، تلاش می‌کند او را به تیم کایو جذب کند.
دیمون (آکما Sakuma Manabu/Akuma)
صداگذاری شده توسط: سوبارو کیمورا (ژاپنی); آنتونی بولینگ (انگلیسی)
یک رقیب دوران کودکی پکو و عضو تیم کایو. ساکوما زیاد با استعداد نیست اما سعی می‌کند با سخت‌کوشی جبران کند. او دارای یک رگه مبارزه‌ای است و مصمم است پکو را شکست دهد و خود را ثابت کند.
چینا (چاینا Kong Wenge/China)
صداگذاری شده توسط: ون یه‌سینگ (ژاپنی); آلان چاو (انگلیسی)
بازیگر: سم لی
یک دانشجوی انتقالی از چین که از تیم ملی اخراج شده است. هدف اولیه او بازگشت به کشورش پس از جبران اشتباهش در خارج از کشور بود. کونگ اعتماد به نفسی دارد که احساس شرمندگی و نارضایتی‌اش را مخفی می‌کند.
کویزومی جو (کویزومی جو/باترفلای جو Koizumi Jō/Batafurai Jō)
صداگذاری شده توسط: یوساکو یارا (ژاپنی); مارک استودارد (انگلیسی)
بازیگر: نائوتو تاکناکا
مربی مسن تیم کاتسه. علیرغم رفتار گاهی مسخره‌اش، او تعهد عمیقی به ورزش دارد و از بازیکنانش توقعات زیادی دارد. کویزومی علاقه زیادی به اسمایل دارد و تصمیم می‌گیرد او را به هر وسیله‌ای به اوج خود برساند.
اوبابا (اوبابا)
صداگذاری شده توسط: ماساکو نوزاوا (ژاپنی); پم دوگرتی (انگلیسی)
بازیگر: ماری ناتسوکی
صاحب بازنشسته و سیگاری باشگاه تنیس روی میز که اسمایل و پکو در کودکی در او این ورزش را یادگرفتند. او علیرغم شخصیت بیرونی سخت و مغرورشُ به دو بازیکن جوان توجه زیادی دارد.
اوتا (اوتا)
صداگذاری شده توسط: تاکانوری هوشینو (ژاپنی); تایسون راینهارت (انگلیسی)
کاپیتان تیم کاتسه که بیشتر به خاطر مدل موی غیرمعمولش شناخته می‌شود تا توانایی‌های ورزشی‌اش.
ماسیوکی سانادا (ماسیوکی سانادا)
صداگذاری شده توسط: کنجی هامادا (ژاپنی); ایان سینکلر (انگلیسی)
دومین بازیکن برتر تیم کایو، که در خفا به کازاما حسادت می‌کند و امیدوار است بتواند با او رقابت کند.
شوچی نکوتا (شوچی نکوتا Nekota Shūji)
صداگذاری شده توسط: کنتا اوکاما (ژاپنی); کلیفورد چاپین (انگلیسی)
یکی دیگر از بازیکنان برتر تیم کایو.
ریو کازاما (ریو کازاما Kazama Ryū)
صداگذاری شده توسط: Shinji Ogawa (ژاپنی); R. Bruce Elliott (انگلیسی)
پدر خانواده کازاما، رئیس کایو و پدربزرگ ریوایچی. او یک بازرگان تیزبین و بازیکن سابق حرفه‌ای است که شکست را تحمل نمی‌کند.
تاکو کازاما (تاکو کازاما Kazama Taku)
صداگذاری شده توسط: آکیهیکو ایشیزومی (ژاپنی); بیل جنکینز (انگلیسی)
پدر یوری، عموی ریوایچی و مربی تیم کایو.
یوریه (یوریه Yurie)
صداگذاری شده توسط: آیاکو کاواسومی (ژاپنی); لیندسی سیدل (انگلیسی)
خواهرزاده ریوایچی، که از احساساتش زیاد با او صحبت می‌کند.
میچیو تامورا (میچیو تامورا Tamura Michio)
صداگذاری شده توسط: تاکاهیرو شیمادا (ژاپنی); جرمی اینمن (انگلیسی)
پسر اوبابا، که بازیکنان حرفه‌ای تنیس روی میز را مربیگری می‌کند.
اگامی (Egami)
صداگذاری شده توسط: کنجیرو تسودا (ژاپنی); اریک ویل (انگلیسی)
یک بازیکن هم‌سن اسمایل و پکو. او طبیعت بی‌قراری دارد و به راحتی تسلیم می‌شود.

## رسانه‌ها

### مانگا
پینگ پونگ، نوشته و تصویرگری شده توسط تایو ماتسوموتو، در مجله بیگ کامیک اسپیریت شوگاکوکان از ۱۹۹۶ تا ۱۹۹۷ منتشر شد. فصل‌ها در پنج جلد تانکوبون (مستقل) جمع‌آوری شدند و از ۳۰ ژوئیه ۱۹۹۶ تا ۳۰ اوت ۱۹۹۷ منتشر شدند. این مانگا بین ۱۴ ژوئیه ۲۰۱۲ و ۱۰ اوت ۲۰۱۲ در سه جلد بازنشر و بازنگری شد. شوگاکوکان یک نسخه دو جلدی با عنوان پینگ پونگ: بازی کامل (ピンポン フルゲームの Pin Pon Furu Gēmu no) در ۱ آوریل ۲۰۱۴ بازنشر کرد.
در آمریکای شمالی، ویز مدیا در ماه مه ۲۰۲۰ اعلام کرد که به این مانگا را برای انتشار به زبان انگلیسی مجوز داده است.

#### انتشار اصلی
| - ۰۱. "خنده" (スマイル Sumairu) 1. "پکو" (ペコ Peko) 2. "صدای باد مانع می‌شود" (風の音がジャマをしている Kaze no oto ga jama o shite iru) 3. "ونگه کونگ" (孔文革 Kon Wenga) 4. "قهرمان" (ヒーロー Hīrō) - ۰۶. "پیرمرد و پسر" (老人と少年 Rōjin to shōnen) | - ۰۷. "اژدها" (ドラゴン Doragon) 1. "جوانان" (若者たち Wakamono-tachi) 2. "پروانه جو" (バタフライジョー Batafurai Jō) 3. "چون غیرت مرد را می‌سازد!" (男はド根性だかんよ!! Otoko wa dokonjō dakan yo!!) 4. "عملکرد" (性能 Seinō) |

| - ۱۲. "پیرمرد^۲/پسر^۲" (少年/老人 Shōnen/Rōjin) 1. "آزمون‌های مقدماتی تنیس روی میز انفرادی پسران اینتر-های" (インハイ卓球競技予選会 男子シングルス Intāhai takkyū kyōgi yosen-kai danshi shingurusu) 2. "پسر عصبانی می‌شود" (少年怒る Shōnen okoru) 3. "از همان اول او را پایین بیاور" (前で捌く Mae de sabaku) 4. "قهرمان غایب" (ヒーロー不在 Hīrō fuzai) - ۱۷. "بازی اول" (First Game) | - ۱۸. "بازی دوم" (Second Game) 1. "بازی سوم" (Third Game) 2. "پکو مقابل ابلیس" (ペコVS. アクマ Peko VS. Akuma) 3. "نپتون" (海 王 Umi-ō) - ۲۲. "پنج بازیکن تنیس روی میز" (5人の卓球選手 5-Ri no takkyū senshu) |

| - ۲۳. "پاییز" (秋 Aki) 1. "ناسازگاری" (不協和音 Fukyōwaon) 2. "زمستان نزدیک می‌شود" (冬が近い Fuyu ga chikai) 3. "این به آن در" (おいてけぼりブルース Oitekebori burūsu) 4. "خنده‌روبوت" (スマイルロボ Sumairurobo) - ۲۸. "آرزو کردن به یک ستاره" (星に願いを Hoshininegaiwo) | - ۲۹. "مبارزات جوانی" (もがけ青春 Mogake seishun) - ۳۰. "آزمایش‌های راه برای تبدیل شدن به یک قهرمان، قسمت ۱" (ヒーローになるための試練その1 Hīrō ni naru tame no shiren sono 1) - ۳۱. "سوال ۱: اکنون تسکیموتو به چه چیزی نیاز دارد؟" (問1・月本誠が今、必要としているもの Toi 1・Tsukimoto Makoto ga ima, hitsuyō to shite iru mono) 1. "مربی من" (マイコーチ Maikōchi) 2. "آرزو کردن به یک ستاره (ادامه)" (続、星に願いを Zoku, hoshininegaiwo) |

| - ۳۴. "آیا متوجه می‌شوی؟" (Do you understand?) 1. "ترفندهای حرفه" (裏 技 Ura-waza) 2. "بهار." (春。 Haru.) 3. "ورود قهرمان" (ヒーロー見参 Hīrō kenzan) 4. "بیایید تنیس روی میز بازی کنیم" (卓球しましょう Takkyū shimashou) - ۳۹. "ما بازیکنان پینگ پونگ هستیم" (We are ping pong players) | - ۴۰. "به زودی می‌بینمت" (再 見 Saiken) 1. "هیولا" (モンスター Monsutā) 2. "خنده هیولا" (スマイルモンスター Sumairumonsutā) 3. "یک برگ می‌ریزد و پاییز انسان فرا می‌رسد" (一葉落ちて天下の秋を知る Ichiyō ochite tenka no aki wo shiru) - ۴۴. "چهار بهترین" (ベスト 4 Besuto 4) |

| - ۴۵. "داستان روح داغ ورزشی دبیرستان" (學園熱血スポーツ根性物語 Gaku-en nekketsu supōtsu konjō monogatari) - ۴۶. "آزمایش‌های راه برای تبدیل شدن به یک قهرمان، قسمت ۲" (ヒーローになる為の試練その2 Hīrō ni naru tame no shiren sono 2) 1. "قلب کازاما" (カザマノココロ Kazama no kokoro) 2. "ستاره‌ها، ماه، و…" (星と月と… Hoshi to tsuki to...) 3. "بازی کردن" (Play) - ۵۰. "پرواز" (Fly) | - ۵۱. "سرخوشی" (High) - ۵۲. "3:30-4:00 عصر" (PM3:30～4:00) 1. "نمایش بازگشت" (復活劇 Fukkatsu-geki) 2. "پینگ پونگ" (ピンポン Pinpon) 3. "بهار تمام می‌شود" (春が終わる。 Haru ga owaru.) |

#### بازنشر ۲۰۱۴ (نسخه بازی کامل)
| شماره | تاریخ انتشار اصلی | شابک اصلی              | تاریخ انتشار انگلیسی | شابک انگلیسی           |
| ----- | ----------------- | ---------------------- | -------------------- | ---------------------- |
| 1     | ۱ آوریل ۲۰۱۴      | شابک ‎۹۷۸−۴−۰۹−۱۸۶۰۸۹−۷ | ۱۹ مه ۲۰۲۰           | شابک ‎۹۷۸−۱−۹۷۴۷−۱۱۶۵−۹ |
| 2     | ۱ آوریل ۲۰۱۴      | شابک ‎۹۷۸−۴−۰۹−۱۸۶۰۹۰−۳ | ۱۵ سپتامبر ۲۰۲۰      | شابک ‎۹۷۸−۱−۹۷۴۷−۱۱۶۶−۶ |

### فیلم لایو-اکشن
یک اقتباس لایو-اکشن به کارگردانی فیلمساز ژاپنی فومیهیکو سوری در سال ۲۰۰۲ منتشر شد.

### انیمه
یک اقتباس سریال تلویزیونی انیمه تولید شده توسط رسانه تاتسونکو و به کارگردانی ماساکی یواسا از ۱۱ آوریل تا ۲۰ ژوئن ۲۰۱۴ در بخش نویتامینا شبکه فوجی تلویژن پخش شد.

## منتقدان

### مانگا
در سال ۲۰۲۱، مانگا کاندیدای جایزه آیزنر در دسته بهترین نسخه ایالات متحده در سطح بین‌المللی – آسیا شد.

#### پذیرش انتقادی
رز بریجز از انیمه نیوز نتورک هر دو نسخهٔ مانگا را به ویژه در شخصیت‌ها و داستان آن‌ها تحسین کرد و با دادن نمره A اظهار داشت: «داستان واقعی این مانگا دربارهٔ رابطه اسمایل و پکو است. این رابطه در نهایت فراگیر می‌شود و آینده آن‌ها را تعیین می‌کند و فهمیدن این رابطه برای درک پایان مانگا کلیدی است که ممکن است اگر به آن توجه نکنید از ناکجاآباد سر دراورید. حتی بیشتر داستان دربارهٔ چگونگی تغییر مسیر دوستی اسمایل با پکو است که چیزی شبیه به خط زندگی و احساسی او می‌شود. با خواندن پینگ پنگ ۲۵ سال بعد از پایان آن، به راحتی می‌توان دید که چگونه ورزش‌های مانگا تحت تأثیر آن قرار گرفته‌اند. سری تغییراتی که در چگونگی ساخته شدن مانگاهای ورزشی ایجاد کرده است، و این آشکار است: بسیاری از انیمه‌های ورزشی مدرن به وضوح پینگ پنگ را در DNA خود دارند. اگر پینگ پنگ را ندیده یا نخوانده‌اید، نمی‌گویم چه اتفاقی می‌افتد. سفر آن‌ها و پایان باید برای شما کاملاً لذت‌بخش باشد، و این دو نسخه به بهترین نحو می‌تواند این کار را برای شما انجام دهد. شایسته است که این مانگا یکی از کلاسیک‌های مانگای ورزشی نامیده شود؛ جایی برای هیجان و لذت ورزش، و ساختن داستان و شخصیت‌های زیبا و لایه‌ای آن در ذهنتان؛ سبکی هنری که به خوبی صحنه‌های مسابقه‌ای سریع را پوشش می‌دهد و به شما خواندن یک داستان عمیق و پر هیجان را هدیه می‌دهد».

### انیمه
در سال ۲۰۱۵، انیمه پینگ پنگ جایزه Grand Prize را در دسته انیمیشن تلویزیونی سال در جشنواره جوایز انیمه توکیو دریافت کرد. این انیمه یکی از انتخاب‌های هیئت داوران در هجدهمین جشنواره رسانه‌های هنری ژاپن در سال ۲۰۱۴ شد. در نوامبر ۲۰۱۹، وبسایت پولیگان انیمه پینگ پنگ را به عنوان یکی از بهترین انیمه‌های دهه ۲۰۱۰ نامید، و کرانچی‌رول آن را در فهرست "۲۵ انیمه برتر دهه ۲۰۱۰" خود قرار داد. آی‌جی‌ان همچنین انیمه پینگ پنگ را در میان بهترین سریال‌های انیمه‌های دهه ۲۰۱۰ قرار داد.